# Premier League de Malta 2024-25
La Premier League de Malta 2024-25 fue la edición número 110 de la Premier League de Malta. La temporada comenzó el 16 de agosto de 2024 y terminó el 10 de mayo de 2025.
A partir de esta temporada el sistema de competición de la liga fue modificado, pasando a dividirse en dos rondas, conocidas como Apertura y Clausura, de manera similar al sistema utilizado en varios países latinoamericanos. Aunque con unos mecanismos propios para determinar al campeón y a los poseedores de las plazas para competición europea.

## Sistema de competición
En el nuevo formato de liga, que entra en vigor a partir de esta temporada, la Liga Premier de Malta está formada por 12 equipos y se divide en una ronda de Apertura y una ronda de Clausura.
En la primera fase de la ronda de Apertura los doce equipos jugarán entre sí a una vuelta, sumando un total de once partidos. Al terminar la Jornada 11 los equipos serán divididos entre los seis mejores y los seis peores clasificados. En Fase 2 los equipos jugarán ante otros cinco rivales de acuerdo con su clasificación, sumando un total de 16 partidos durante la ronda de Apertura. Al finalizar esa fase el puntaje de los equipos será guardado en una tabla anual separada, mientras que para la ronda de Clausura los clubes comenzarán de nuevo con cero puntos. La ronda de Clausura será jugada de la misma manera que la de Apertura.
Si un solo equipo gana las dos rondas de la temporada será proclamado campeón de la Liga Premier de Malta y tendrá un boleto para la Primera ronda de la Liga de Campeones 2025-26, en caso de que se presenten dos ganadores de fase se jugará un partido final de campeonato para determinar al campeón nacional. Los equipos que finalicen las fases de Apertura y Clausura en segundo lugar tendrán una plaza en la Primera ronda de la Liga Conferencia 2025-26, en caso de que el mismo equipo finalice en segunda posición en ambas rondas, serán los dos equipos que finalicen como terceros clasificados los que jueguen un partido de play-off por esa plaza en la Liga Conferencia.
En caso de que cuatro equipos diferentes ocupen las primeras dos posiciones en ambas rondas, se jugará una final a cuatro compuesta de etapas de semifinales y final. El equipo que gane sus dos partidos será proclamado campeón de la Liga Premier de Malta y conseguirá su plaza en la Liga de Campeones, mientras que el perdedor del partido final se clasificará a la Liga Europa Conferencia. La segunda plaza de ese torneo será disputada entre los equipos perdedores de las semifinales.
En cuanto al descenso a la Challenge League. Si los mismos dos equipos finalizan en los puestos 11º y 12º en las dos rondas, ambos equipos descenderán automáticamente. Si solamente un equipo queda en las últimas dos posiciones en ambas rondas, descenderá automáticamente. Por otro lado, se jugará un desempate entre los otros dos equipos que queden en uno de los dos últimos puestos de las respectivas rondas. Si cuatro equipos diferentes quedan en los dos últimos puestos en las respectivas rondas, se disputarán play-offs para determinar el descenso, los dos perdedores de estas eliminatorias serán relegados.
En todos los casos en que se presenten partidos eliminatorios se tomará en cuenta el desempeño de los equipos durante la temporada regular para determinar las localías.
Otra plaza para la Liga Europa Conferencia está reservada para el campeón de la Copa de Malta.

## Equipos participantes
| Equipo             | Ciudad     | Estadio                   | Capacidad |
| ------------------ | ---------- | ------------------------- | --------- |
| Balzan             | Balzan     | Estadio Victor Tedesco    | 6.000     |
| Birkirkara         | Birkirkara | Estadio Nacional Ta' Qali | 17.797    |
| Floriana           | Floriana   | Independence Arena        | 3.000     |
| Gżira United       | Gżira      | Estadio Nacional Ta' Qali | 17.797    |
| Ħamrun Spartans    | Ħamrun     | Estadio Victor Tedesco    | 6.000     |
| Hibernians         | Paola      | Hibernians Ground         | 2.968     |
| Marsaxlokk         | Marsaxlokk | Marsaxlokk Ground         | 1.000     |
| Melita             | Pembroke   | Gianni Bencini Ground     | 500       |
| Mosta              | Mosta      | Mosta Ground              | 600       |
| Naxxar Lions       | Ta' Qali   | MFA Centenary Stadium     | 2.000     |
| Sliema Wanderers   | Sliema     | Tigne Sports Complex      | 1.000     |
| Żabbar St. Patrick | Żabbar     | Estadio Il-Foss           | 1.000     |

### Ascensos y descensos
| Pos. | Ascendidos de Challenge League 2023-24 |
| ---- | -------------------------------------- |
| 1°   | Melita                                 |
| 2°   | Żabbar St. Patrick                     |

| Pos. | Descendidos de Premier League 2023-24 |
| ---- | ------------------------------------- |
| 11°  | Santa Luċija                          |
| 12°  | Valletta                              |
| 13°  | Sirens                                |
| 14°  | Gudja United                          |

## Fase Apertura

### Fase 1
| Pos. | Equipo             | Pts. | PJ | G | E | P | GF | GC | Dif. | Clasificación Fase Apertura |
| ---- | ------------------ | ---- | -- | - | - | - | -- | -- | ---- | --------------------------- |
| 1    | Birkirkara         | 28   | 11 | 9 | 1 | 1 | 19 | 8  | +11  | Grupo de Campeonato         |
| 2    | Floriana           | 23   | 11 | 6 | 5 | 0 | 21 | 8  | +13  | Grupo de Campeonato         |
| 3    | Sliema Wanderers   | 22   | 11 | 6 | 4 | 1 | 15 | 5  | +10  | Grupo de Campeonato         |
| 4    | Hibernians         | 21   | 11 | 6 | 3 | 2 | 13 | 7  | +6   | Grupo de Campeonato         |
| 5    | Mosta              | 16   | 11 | 5 | 1 | 5 | 15 | 16 | −1   | Grupo de Campeonato         |
| 6    | Ħamrun Spartans    | 14   | 11 | 4 | 2 | 5 | 19 | 15 | +4   | Grupo de Campeonato         |
| 7    | Gżira United       | 14   | 11 | 4 | 2 | 5 | 15 | 15 | 0    | Grupo de Descenso           |
| 8    | Melita             | 12   | 11 | 3 | 3 | 5 | 16 | 19 | −3   | Grupo de Descenso           |
| 9    | Marsaxlokk         | 12   | 11 | 3 | 3 | 5 | 13 | 16 | −3   | Grupo de Descenso           |
| 10   | Balzan             | 9    | 11 | 2 | 3 | 6 | 11 | 19 | −8   | Grupo de Descenso           |
| 11   | Naxxar Lions       | 7    | 11 | 1 | 4 | 6 | 7  | 21 | −14  | Grupo de Descenso           |
| 12   | Żabbar St. Patrick | 4    | 11 | 1 | 1 | 9 | 12 | 27 | −15  | Grupo de Descenso           |

Actualizado a los partidos jugados el 7 de noviembre de 2024.
 Fuente: Soccerway

### Fase 2

#### Grupo de Campeonato
| Pos. | Equipo           | Pts. | PJ | G  | E | P | GF | GC | Dif. | Clasificación Fase Apertura |
| ---- | ---------------- | ---- | -- | -- | - | - | -- | -- | ---- | --------------------------- |
| 1    | Floriana         | 35   | 16 | 10 | 5 | 1 | 27 | 10 | +17  | Ganador de la Fase Apertura |
| 2    | Birkirkara       | 32   | 16 | 10 | 2 | 4 | 22 | 14 | +8   |                             |
| 3    | Sliema Wanderers | 30   | 16 | 8  | 6 | 2 | 23 | 10 | +13  |                             |
| 4    | Hibernians       | 27   | 16 | 8  | 3 | 5 | 19 | 17 | +2   |                             |
| 5    | Ħamrun Spartans  | 24   | 16 | 7  | 3 | 6 | 28 | 19 | +9   |                             |
| 6    | Mosta            | 19   | 16 | 6  | 1 | 9 | 20 | 26 | −6   |                             |

Actualizado a los partidos jugados el 21 de diciembre de 2024.
 Fuente: Soccerway
Notas:
1. ↑  Si el mismo equipo ganador de esta fase consigue ganar la Fase Clausura, este club será proclamado como campeón de la Premier League de Malta 2024-25, en caso de que otro club gane la ronda de Clausura se jugará una final por el campeonato.

#### Grupo de Descenso
| Pos. | Equipo             | Pts. | PJ | G | E | P  | GF | GC | Dif. | Clasificación Fase Apertura |
| ---- | ------------------ | ---- | -- | - | - | -- | -- | -- | ---- | --------------------------- |
| 1    | Gżira United       | 22   | 16 | 6 | 4 | 6  | 20 | 20 | 0    |                             |
| 2    | Marsaxlokk         | 21   | 16 | 5 | 6 | 5  | 21 | 21 | 0    |                             |
| 3    | Melita             | 18   | 16 | 5 | 3 | 8  | 20 | 26 | −6   |                             |
| 4    | Żabbar St. Patrick | 14   | 16 | 4 | 2 | 10 | 21 | 32 | −11  |                             |
| 5    | Balzan             | 12   | 16 | 3 | 3 | 10 | 16 | 27 | −11  | Posible descenso            |
| 6    | Naxxar Lions       | 12   | 16 | 2 | 6 | 8  | 13 | 28 | −15  | Posible descenso            |

Actualizado a los partidos jugados el 22 de diciembre de 2024.
 Fuente: Soccerway
Notas:
1. ↑  Si los mismos equipos finalizan la Fase Clausura en las dos últimas posiciones descenderán a la Challenge League, en caso de que sean otros clubes implicados se llevará a cabo un torneo por la permanencia entre esos equipos.

## Fase Clausura

### Fase 1
| Pos. | Equipo             | Pts. | PJ | G | E | P | GF | GC | Dif. | Clasificación Fase Clausura |
| ---- | ------------------ | ---- | -- | - | - | - | -- | -- | ---- | --------------------------- |
| 1    | Birkirkara         | 19   | 11 | 5 | 4 | 2 | 20 | 9  | +11  | Grupo de Campeonato         |
| 2    | Marsaxlokk         | 19   | 11 | 6 | 1 | 4 | 20 | 14 | +6   | Grupo de Campeonato         |
| 3    | Floriana           | 19   | 11 | 5 | 4 | 2 | 14 | 9  | +5   | Grupo de Campeonato         |
| 4    | Mosta              | 19   | 11 | 6 | 1 | 4 | 14 | 13 | +1   | Grupo de Campeonato         |
| 5    | Sliema Wanderers   | 18   | 11 | 6 | 0 | 5 | 18 | 13 | +5   | Grupo de Campeonato         |
| 6    | Ħamrun Spartans    | 17   | 11 | 5 | 2 | 4 | 15 | 8  | +7   | Grupo de Campeonato         |
| 7    | Hibernians         | 17   | 11 | 5 | 2 | 4 | 17 | 17 | 0    | Grupo de Descenso           |
| 8    | Żabbar St. Patrick | 14   | 11 | 4 | 2 | 5 | 15 | 12 | +3   | Grupo de Descenso           |
| 9    | Gżira United       | 12   | 11 | 3 | 3 | 5 | 8  | 16 | −8   | Grupo de Descenso           |
| 10   | Balzan             | 10   | 11 | 2 | 4 | 5 | 10 | 18 | −8   | Grupo de Descenso           |
| 11   | Melita             | 10   | 11 | 2 | 4 | 5 | 15 | 24 | −9   | Grupo de Descenso           |
| 12   | Naxxar Lions       | 10   | 11 | 3 | 1 | 7 | 11 | 24 | −13  | Grupo de Descenso           |

Actualizado a los partidos jugados el 31 de marzo de 2025.
 Fuente: Soccerway

### Fase 2

#### Grupo de Campeonato
| Pos. | Equipo           | Pts. | PJ | G | E | P | GF | GC | Dif. | Clasificación Fase Apertura |
| ---- | ---------------- | ---- | -- | - | - | - | -- | -- | ---- | --------------------------- |
| 1    | Ħamrun Spartans  | 28   | 16 | 8 | 4 | 4 | 20 | 9  | +11  | Ganador de la Fase Clausura |
| 2    | Sliema Wanderers | 28   | 16 | 9 | 1 | 6 | 27 | 17 | +10  |                             |
| 3    | Floriana         | 27   | 16 | 7 | 6 | 3 | 21 | 13 | +8   |                             |
| 4    | Marsaxlokk       | 26   | 16 | 8 | 2 | 6 | 26 | 18 | +8   |                             |
| 5    | Birkirkara (C)   | 24   | 16 | 6 | 6 | 4 | 23 | 14 | +9   |                             |
| 6    | Mosta            | 19   | 16 | 6 | 1 | 9 | 15 | 27 | −12  |                             |

Actualizado a los partidos jugados el 30 de abril de 2025.
 Fuente: Soccerway
Notas:
1. ↑  Si el mismo equipo ganador de esta fase consiguió ganar la Fase Apertura, este club será proclamado como campeón de la Premier League de Malta 2024-25, en caso de que otro club gane la ronda de Clausura se jugará una final por el campeonato.

#### Grupo de Descenso
| Pos. | Equipo             | Pts. | PJ | G | E | P | GF | GC | Dif. | Clasificación Fase Apertura |
| ---- | ------------------ | ---- | -- | - | - | - | -- | -- | ---- | --------------------------- |
| 1    | Żabbar St. Patrick | 22   | 16 | 6 | 4 | 6 | 24 | 18 | +6   |                             |
| 2    | Hibernians         | 22   | 16 | 6 | 4 | 6 | 24 | 23 | +1   |                             |
| 3    | Gżira United       | 20   | 16 | 5 | 5 | 6 | 14 | 22 | −8   |                             |
| 4    | Naxxar Lions       | 20   | 16 | 6 | 2 | 8 | 17 | 27 | −10  |                             |
| 5    | Balzan (D)         | 17   | 16 | 3 | 8 | 5 | 17 | 23 | −6   | Posible descenso            |
| 6    | Melita (D)         | 11   | 16 | 2 | 5 | 9 | 18 | 36 | −18  | Posible descenso            |

Actualizado a los partidos jugados el 1 de mayo de 2025.
 Fuente: Soccerway
Notas:
1. ↑  Si los mismos equipos finalizan la Fase Clausura en las dos últimas posiciones descenderán a la Challenge League, en caso de que sean otros clubes implicados se llevará a cabo un torneo por la permanencia entre esos equipos.

## Play-offs Campeonato
|  | Semifinales      | Semifinales     |   |                  | Final        | Final |  |
|  |                  |                 |   |                  |              |       |  |
|  |                  |                 |   |                  |              |       |  |
|  | 4 de mayo        |                 |   |                  |              |       |  |
|  | Sliema Wanderers | 0               |   |                  |              |       |  |
|  | Birkirkara       | 1               |   |                  |              |       |  |
|  |                  |                 |   |                  |              |       |  |
|  |                  |                 |   |                  | 10 de mayo   |       |  |
|  |                  |                 |   |                  | Birkirkara   | 0     |  |
|  |                  | Ħamrun Spartans | 1 |                  |              |       |  |
|  |                  |                 |   |                  |              |       |  |
|  |                  |                 |   |                  |              |       |  |
|  |                  |                 |   |                  | Tercer lugar |       |  |
|  | 5 de mayo        | 5 de mayo       |   | 9 de mayo        | 9 de mayo    |       |  |
|  | Floriana         | 0 (2)           |   | Sliema Wanderers | 0            |       |  |
|  | Ħamrun Spartans  | 0 (4)           |   |                  | Floriana     | 4     |  |

## Play-offs Descenso
| 9 de mayo de 2025 | Melita | 0:1 (0:1) | Naxxar Lions                 | Estadio Tony Bezzina, Paola |                             |
| 17:15             |        | Reporte   | Hugo dos Santos Coelho 45+3' | Árbitro(s): Philip Farrugia | Árbitro(s): Philip Farrugia |